# Aquiles y la tortuga (película)
Aquiles y la tortuga (アキレスと亀, Akiresu to Kame) es una película japonesa de 2008 escrita, dirigida y editada por Takeshi Kitano. Se trata de la tercera y última parte de la trilogía autobiográfica surrealista del director que incluye las cintas Takeshis' (2005) y Glory to the Filmmaker! (2007). El título hace referencia a la paradoja del movimiento del filósofo griego Zenón de Elea, Aquiles y la tortuga, con la que pretendía demostrar que todo lo que percibimos en el mundo es ilusorio, y que cosas como el movimiento eran ilusiones.
La película obtuvo una nominación al León de Oro del Festival de Venecia y el premio del público en el Festival de Cine de Sofía.

## Sinopsis
Machisu nació en una familia acomodada pero pierde a sus padres cuando era niño. Cuando su padre (Akira Nakao) se suicida después del colapso de su negocio, la madrastra de Machisu (Mariko Tsutsui) lo envía a vivir con una tía y un tío que lo maltratan y, finalmente, lo envían a un orfanato. 
De joven Machisu (Yurei Yanagi) asiste a la escuela de arte y acepta un trabajo para costear sus estudios donde traba amistad con una compañera de trabajo, Sachiko (Kumiko Asō), quien parece comprender su visión artística. Pasado el tiempo ambos se casan y tienen una hija. 
A medida que envejece la obsesión de Machisu con el arte contemporáneo va dominando su vida haciéndolo insensible a cuanto le rodea, incluida la muerte de su propia hija (Eri Tokunaga) y el abandono de su esposa. Intenta complacer a los críticos de arte sin dinero. Está atrapado en un incendio y casi muere. Al perder todos sus trabajos anteriores, se queda con una sola lata de refresco medio quemada, que tasa e intenta vender en 200,000 yenes. Acaba pateado descuidadamente cuando su esposa decide recogerlo de la calle. Se alejan juntos aparentemente tras deshacerse de su obsesión artística. 

## Reparto
- Takeshi Kitano - Machisu
- Kanako Higuchi - Sachiko
- Yurei Yanagi - Machisu de joven
- Kumiko Asō - Sachiko de joven
- Akira Nakao - Padre de Machisu
- Mariko Tsutsui - Madrastra de Machisu
- Ren Osugi - Tío de Machisu
- Susumu Terajima - Proxeneta de la yakuza
- Eri Tokunaga - Hija de Machisu
- Nao Omori - Galerista
- Masato Ibu - Galerista

## Lanzamiento
La película se estrenó en el 65 ° Festival de Cine de Venecia el 28 de agosto de 2008.

## Recepción
Aquiles y la tortuga registra una positiva valoración en los portales de información cinematográfica y entre los críticos profesionales. En IMDb con 3.473 valoraciones computadas registra una puntuación de 7,3 sobre 10. Los usuarios de FilmAffinity le otorgan una valoración de 6,9 sobre 10 con 1.140 votos registrados. En el agregador Rotten Tomatoes obtiene la calificación de "fresco" para el 83% de las más de 500 valoraciones emitidas.
El crítico Carlos Boyero en el diario El País la valoró positivamente destacando "no me sirve para reconciliarme con Kitano pero es más digerible. (...) logra que sientas comprensión y ternura por este alienígena, por alguien suicida que siempre tuvo pavorosamente claro lo que quería hacer". Oti Rodríguez Marchante para el diario ABC también la calificó positivamente indicando "cuenta con el estilo y con la gracia de Kitano (...) mezclando búsqueda, extravagancia, extremo, lo que sea con tal de ligar esos dos conceptos tan fructíferos y también mortíferos como la originalidad y el arte". Ray Bennett en su crítica para la revista The Hollywood Reporter destacó "un retrato entretenido, aunque algo sentimental en su recta final, de un hombre que se ha vuelto loco por su pasión por el arte". Dan Fainaru en Screendaily destacó de la película "la buena escenificación, el sentido irónico del humor de Kitano y la sutil ironía no pueden enmendar el tedio que implica el hecho de que todo esto ya se ha contado antes".